# Kapłanki przeklętych dni
Kapłanki przeklętych dni (jap. 神無月の巫女 Kannazuki no miko) – manga autorstwa Kaishaku opowiadająca o wzajemnych relacjach pomiędzy dwiema głównymi bohaterkami. Na jej podstawie powstał serial anime wyprodukowany przez studio Rondo Robe i wyreżyserowany przez Tetsuya Yanagisawa.

## Fabuła
Himeko Kurusugawa i Chikane Himemiya to dwie licealistki z prestiżowej Akademii Ototachibana w fikcyjnym japońskim mieście Mahoroba. Są one także reinkarnacjami miko Słońca i Księżyca. Kiedy ich odwieczny wróg, Orochi (ośmiogłowy Yamata no Orochi z japońskiego folkloru) ponownie powstaje, od dawna zapieczętowane postacie dziewcząt budzą się, by bronić świata. Orochi budzi się pierwszego dnia października („Kannazuki”, „bezbożny miesiąc” w tradycyjnym japońskim kalendarzu księżycowym), we wspólne urodziny Himeko i Chikane. Pierwszym Orochi, który próbuje zabić jedną z miko, jest Sōma Ōgami, przyjaciel Himeko z dzieciństwa, który jest w niej zakochany. Jednak po oślepiającym błysku światła przywraca mu zmysły, odrzuca swój los i przysięga bronić Himeko przed innymi Orochi. Miko muszą obudzić Miecz Deszczowych Chmur „Ame no Murakumo”, by zwalczyć zagrożenie, podczas gdy Sōma odpiera ataki Orochi, chcący zabić kapłanki.

## Wersja polska
W Polsce seria anime została wydana na DVD przez Anime Gate w wersji z polskim lektorem, którym był Maciej Gudowski.

## Lista odcinków
| N/o | Tytuł                                                                   | Premiera             | Premiera w Polsce (DVD) |
| --- | ----------------------------------------------------------------------- | -------------------- | ----------------------- |
| 01  | Mały raj na ziemi Tokoyo no kuni (常世の国)                             | 2 października 2004  | 15 stycznia 2007        |
| 02  | Spotkanie Słońca i Księżyca Kazanaru nichigetsu (重なる日月)            | 9 października 2004  | 15 stycznia 2007        |
| 03  | Pancerz tajemnej miłości Hirenkai (秘恋貝)                              | 16 października 2004 | 15 stycznia 2007        |
| 04  | Obiekt gorących uczuć Omoi tamauya (思い賜うや)                         | 23 października 2004 | 15 stycznia 2007        |
| 05  | Ponad ciemnością nocy Yoan o koete (夜闇を越えて)                       | 30 października 2004 | 15 stycznia 2007        |
| 06  | Ty, która jesteś Słońcem Hidamari no kimi (日溜まりの君)                | 6 listopada 2004     | 15 stycznia 2007        |
| 07  | Ulewny deszcz w piekle miłości Rengoku ni furu ame (恋獄に降る雨)       | 13 listopada 2004    | 22 marca 2007           |
| 08  | Burza na srebrnym globie Gingetsu no arashi (銀月の嵐)                  | 20 listopada 2004    | 22 marca 2007           |
| 09  | Aż na krawędź piekła Yomi hikazaka e (黄泉比良坂へ)                     | 27 listopada 2004    | 22 marca 2007           |
| 10  | Zaproszenie do miłości i śmierci Ai to shi no shōtaijō (愛と死の招待状) | 4 grudnia 2004       | 22 marca 2007           |
| 11  | Taniec mieczy Ke no butōkai (剣の舞踏会)                                | 11 grudnia 2004      | 22 marca 2007           |
| 12  | Finał Kannazuki no miko (神無月の巫女)                                  | 18 grudnia 2004      | 22 marca 2007           |